# Mazda 616
Mazda 616 — компактний автомобіль, розроблений і вироблявся японською компанією Mazda Motor Corporation з 1970 по 1974 рік. Після чого був замінений на Mazda 626.
Автомобіль був оснащений 4-циліндровим двигуном об'ємом 1,6 літра і потужністю 104 к.с.
На внутрішній ринок машина йшла під назвою Mazda Capella в варіантах кузова седан і купе. 616-та відігравала важливу роль в стратегії розвитку Mazda на американському ринку в 1971 році. Рік по тому, інженери компанії встановили на нього більш потужний двигун об'ємом 1,8 літра. Автомобіль отримав назву Mazda 618.